# Rhodostrophia plesiochora
Rhodostrophia plesiochora là một loài bướm đêm trong họ Geometridae.